# برد آلن لوئیس
برد آلن لوئیس (انگلیسی: Brad Alan Lewis؛ زادهٔ ۹ نوامبر ۱۹۵۴) قایقران روئینگ اهل ایالات متحده آمریکا بود.
وی در مسابقات کشوری و بین‌المللی در مجموع برندهٔ ۱ مدال طلا شده‌است.